# Ismail al-Azhari
Pour les articles homonymes, voir al-Azhari.
Ismail al-Azhari, né le 20 octobre 1900 et mort le 26 août 1969, est un homme d'État soudanais, chef de l'État de 1965 à 1969, ainsi que Premier ministre de 1954 à 1956. 

## Biographie
Diplômé en mathématiques de l'American University de Beyrouth, il devient ensuite administrateur dans le gouvernement colonial anglo-égyptien.
S'opposant au gouvernement de Abdallah Khalil puis au régime militaire d'Ibrahim Abboud, il est arrêté puis s'exile à Djouba au Soudan du Sud en 1961. En 1964, le multipartisme est à nouveau toléré au Soudan avec la chute du gouvernement militaire. En 1965, il devient chef de l'État, élu par l'Assemblée constituante, mais il est renversé par un coup d'État en mai 1969 et meurt quelques mois plus tard.